# Elezioni legislative in Andorra del 2011
Le elezioni legislative in Andorra del 2011 si tennero il 3 aprile per il rinnovo del Consiglio generale. In seguito all'esito elettorale, Antoni Martí, espressione dei Democratici per Andorra, divenne Primo ministro.

## Risultati
| Liste                        | Voti   | %     | Seggi |
| ---------------------------- | ------ | ----- | ----- |
| Democratici per Andorra + UL | 8.553  | 55,15 | 22    |
| Partito Socialdemocratico    | 5.397  | 34,80 | 6     |
| Andorra per il Cambiamento   | 1.040  | 6,71  | -     |
| Verdi d'Andorra              | 520    | 3,35  | -     |
| Totale                       | 15.510 |       | 28    |